# Cro-session
Cro-session je hrvatska glazbena emisija originalno emitirana 1999. na HRT-u 2. Emisiju je vodila glazbenica Jasna Bilušić.
Bendovi su nastupali na pozornici pred publikom u zamračenom studiju te je cijela emisija imala atmosferu snimke manjeg koncerta kojoj je osim energetičnih nastupa gostiju doprinjela i vrlo aktivna publika. Voditeljica je u pauzama vodila opuštene i neformalne razgovore s gostima. Emisiju su karakterizirali vrlo kvalitetni nastupi gostiju - dojam je bio da nitko nije došao samo odraditi nastup. Publika također nije bila drvena, već je dojam bio kao da se radi o fanovima teme emisije i gostiju koji su došli na koncert. Također, jam session je bio nerijetka pojava.
Atmosferom, kvalitetom izvedbi i brojem bendova koji su tada bili ili kasnije postali legendarni izdvaja se kao jedinstvena hrvatska glazbena emisija na televiziji nakon neovisnosti. Relativno sličan format imala je desetak godina mlađa Garaža.
| Ep. | Naziv epizode (Tema)  | Gosti                                                                                   |
| --- | --------------------- | --------------------------------------------------------------------------------------- |
| 1.  | Funky & Soul          |                                                                                         |
|     | Večer klavijaturista  |                                                                                         |
|     | Zagrebačka rock scena |                                                                                         |
|     | Alt Rock              |                                                                                         |
|     | Večer usne harmonike  |                                                                                         |
|     | Večer puhača          |                                                                                         |
|     | HipHop                | Bolesna braća, Dhirtee III Ratz, The Beat Fleet, Tram 11, Ugly Leaders, West Side Clicc |
|     | Večer bubnjara        |                                                                                         |
|     | Reggae Night          |                                                                                         |
|     | Irska glazba (1.dio)  |                                                                                         |
|     | Irska glazba (2.dio)  |                                                                                         |
|     |                       |                                                                                         |

## Vanjske poveznice
- ZAMP, Cro-session glazbena tema